# Anonyx comecrudus
Anonyx comecrudus är en kräftdjursart som beskrevs av J. L. Barnard 1971. Anonyx comecrudus ingår i släktet Anonyx och familjen Uristidae. Inga underarter finns listade i Catalogue of Life.